# اسدالله حنیف بلخی
اسدالله حنیف بلخی (زادهٔ: ۱۳۳۶ خورشیدی مزار شریف، بلخ - درگذشتهٔ: ۲۱ عقرب (آبان) ۱۳۹۸) سیاستمدار اهل افغانستان، وزیر سابق معارف و سفیر افغانستان در کشور کویت بود.

## زندگی‌نامه
اسدالله بلخی متولد سال ۱۳۳۶ خورشیدی در ولایت بلخ بود. او تحصیلات دوران مدرسه را در ولایت بلخ و کابل خواند و در سال ۱۳۵۹ توانست لیسانس خود را از دانشکده شرعیات دانشگاه کابل کسب کند. وی تحصیلات خود را تا مقطع دکترا در دانشگاه ام القری مکه ادامه داد و در سال ۱۳۷۴ مدرک ماستری (کارشناسی ارشد) خود در رشته شریعت و قانون و مدرک دکترای خود را در همین دانشگاه و در رشته شریعت و قانون در سال ۱۳۷۴ کسب کند. بلخی در سال ۱۳۸۲ شامل وزارت خارجه افغانستان شده‌است و در سال ۱۳۹۱ به عنوان سفیر افغانستان در کویت منصوب شد. وی در دولت وحدت ملی از ۸ دلو (بهمن) ۱۳۹۳ تا ۲۳ عقرب (آبان) ۱۳۹۶ به عنوان وزیر/سرپرست وزارت معارف افغانستان فعالیت داشت. نمایندگان پارلمان افغانستان پس استیضاح او، در ۲۳ عقرب (آبان) ۱۳۹۵ رأی عدم اعتماد به وی دادند، اما او به مدت ۱ سال به عنوان سرپرست وزارت معارف افغانستان به فعالیت خود ادامه داد و در ۲۳ عقرب (آبان) ۱۳۹۶ با دستور رئیس‌جمهور از سمت خود برکنار شد.

### درگذشت
اسدالله حنیف بلخی در ۲۱ عقرب (آبان) ۱۳۹۸ به دلیل بیماری درگذشت.

## فعالیت سیاسی
- ۱۳۶۸–۱۳۷۹: تدریس در لیسه ابوبکر صدیق مربوط به مهاجرین افغانستانی در مکه.[۳]
- ۱۳۸۲–۱۳۸۵: فعالیت در وزارت امور خارجه و فعالیت در سمت مستشار سیاسی سفارت افغانستان در کویت.[۳]
- ۱۳۸۵–۱۳۸۹: معاون ریاست حقوق و معاهدات وزارت امور خارجه.[۳]
- ۱۳۸۵–۱۳۸۷: فعالیت در ریاست دفتر ریاست‌جمهوری افغانستان به عنوان آگاه امور سیاسی.[۳]
- ۱۳۸۸–۱۳۸۹: مشاور نصاب تعلیمی انکشافی وزارت معارف جمهوری اسلامی افغانستان.[۳]
- ۱۳۹۱ تا ۱۳۹۳: سفیر و نماینده فوق‌العاده رئیس جمهور افغانستان در کشور کویت.[۶][۷][۸]